# Viguen
Vigen o Viguen (de nacimiento Vigen Derderian, en persa: ویگن دردریان‎,Vigen Derderyân; en armenio: Վիգէն Տէրտէրեան, Vigen Tērtērian; 23 de noviembre de 1929 - 26 de octubre de 2003), conocido como el "rey del pop iraní" y "Sultán del jazz", fue un cantante y actor de música pop iraní, conocido en todo el Cercano Oriente. Vigen cantó tanto en persa como en armenio.
Vigen era de etnia iraní-armenia y durante la edad de oro del pop persa (principios de los años setenta) hasta la Revolución Islámica de 1979, muchos artistas y celebridades iraníes, entre ellos Delkash, Pouran y Elaheh, anhelaban asociarse con él.
Su estilo de música innovador y optimista tuvo una gran influencia al allanar el camino para un nuevo género de música iraní, influenciado por los estilos de Europa occidental y América Latina. Sus talentos musicales y escénicos pronto captaron la atención de muchos letristas y compositores iraníes prominentes como Parveez Vakili y Kareem Fakkour, y juntos crearon algunas de las canciones más memorables de Irán.

## Biografía
Nació en una familia iraní-armenia de ocho hijos en la ciudad de Hamadán, al oeste de Irán. Su padre murió por complicaciones relacionadas con neumonía cuando Viguen tenía solo ocho años. Fue criado por su madre y su hermano mayor Zaven después de mudarse de la propiedad familiar debido a un desacuerdo familiar. Karo Derderian, uno de sus hermanos mayores, era un conocido poeta iraní y escribió la letra desu canción, "Lala'ee" (Canción de cuna).
Durante la Segunda Guerra Mundial, la familia se mudó a la ciudad norteña de Tabriz, donde los nacionalistas azerbaiyanos locales declararon el área como una república separatista, con la ayuda de las fuerzas soviéticas de ocupación. Allí fue donde compró su primera guitarra a un soldado ruso y descubrió su afinidad por la música estadounidense, italiana y española y adoptó muchas de esas melodías para sus canciones con letras persas que se convirtieron en algunas de las más populares de Irán hasta la fecha.

## Carrera
En su adolescencia, se mudó a Teherán y en 1951 fue contratado para actuar en el Café Shemiran, un exclusivo restaurante y bar en las afueras del norte de la ciudad capital. Durante un día de pícnic junto al mar con su familia y su amigo compositor Nasser Rastegarenejad, fue descubierto por un productor de la red nacional de radio, el Sr. Vahkili, y su primera canción, "Mahtab" (Luz de Luna), fue transmitida por la radio de Teherán.
Comparado con Elvis Presley por algunos fanáticos en Irán, su apariencia y físico alto y atlético se sumaron a su atractivo como la primera estrella pop masculina del país, particularmente entre las jóvenes iraníes en un momento en que las ideas de emancipación y liberalismo se afianzaron en la década de 1950 y 1960. También fue uno de los primeros artistas iraníes en actuar con una guitarra.

## Trabajos Posteriores
Se mudó a los Estados Unidos en 1971 y se estableció en California. Regresaría a Irán anualmente para hacer conciertos y actuar en clubes nocturnos al estilo de Las Vegas. Después de la Revolución Islámica de 1979, fue exiliado a Estados Unidos porque la música pop ya no estaba permitida en Irán. Celebró el 50 aniversario de su carrera en el Hollywood Palladium de Los Ángeles en febrero de 2001.
Algunas de sus canciones más notables son "Baroon Barooneh" (Está lloviendo), "Asb-e Ablagh" (Caballo de pura sangre), "Mahtab" (Luz de la luna), Lala'ee (Canción de cuna), "Gol-e Sorkh" (Rosa roja ), "Ragheeb" (Rival), "Simin-bari", "Awazekhan" (El cantante) y "Del-e Divaneh" (Corazón loco). Más de 600 canciones fueron grabadas durante su carrera.

## Cine
Su debut cinematográfico se produjo en 1955 cuando fue descubierto por el destacado director armenio-iraní Samuel Khachikian para un papel en su película "Chaharrahe Havades" (Crossroads of Incidents). En años posteriores, interpretó papeles en muchas otras películas de Khachikian y otros productores, entre ellos "Zalembala" (1956, Siamak Yasami), "Tappeheh Eshgh" (1959, Khachikian), "Arshin Malalan" y "Cheshmeh Oshagh" ( 1960, Samad Sabahi), "Atash Khakestar" (1961, Khosro Parizi), "Arooseh Darya" (1965, Arman).

### Filmografía
| Año  | Título original de la película | Traducción             | Notas |
| 1955 | Chaharrah-e Havades            | Encrucijada de eventos | [ 6 ] |
| 1955 | Khoon va Sharaf                | Sangre y Honor         | [ 7 ] |
| 1959 | Tappe-ye Eshq                  | La colina del amor     | [ 8 ] |
| 1965 | Aroos-e Darya                  | La novia del mar       | [ 9 ] |
| 1969 | Atash va khakestar             | Fuego y cenizas        |       |

## Vida personal
Con su primera esposa, Olga, tuvo tres hijas, incluida la actriz Aylin Vigen (también conocida como Eileen Vigen o Ailen Vigen), y las gemelas Jaklin Munns y Katrin Vigen. Su segunda esposa se llamó Nadia y con ella tuvo una hija llamada Evelyn Vigen y un hijo llamado Edwin Derderian. Su tercera esposa fue Karen Holston Derderian (1951–2015) y con ella tuvo una hijastra, Robin Navonne Brakefield.

## Muerte
Falleció en su casa el 26 de octubre de 2003 de cáncer y fue enterrado en el cementerio Pierce Brothers Valley Oaks en Westlake Village, California. En el momento de su muerte, había grabado más de seiscientas canciones, protagonizó seis películas e hizo apariciones especiales en varios programas de televisión populares, incluidos The Bob Hope Show, The Jack Benny Show y la serie de televisión Mission Impossible.